# Raquel Castro
Raquel Castro (geboren op 17 november 1994 te Long Island) is een Amerikaanse actrice, zangeres en songwriter. Ze staat bekend om haar hoofdrol in de film Jersey Girl in 2004, als Gertie Trinké, de dochter van Ollie Trinké (Ben Affleck) en Gertrude Steiney (Jennifer Lopez), waarvoor Castro de Young Artist Award won voor de beste uitvoering in een speelfilm - Young Actress Age Ten or Younger. Ze heeft ook deelgenomen in de Amerikaanse versie van The Voice.

## Filmografie
- Jersey Girl (2004) als Gertie Trinké
- Little Fugitive (2006) als Destiny
- America (2009) als Liza (televisiefilm)
- The Ministers (2009) als Nereida
- Brooklyn's Finest (2010) als Katherine
- From Nowhere (2016) als Alyssa
- Heavenly Charm (2017) als Izabella Sanchez

### Televisie
- Third Watch (2002), afl. "The Greater Good"
- Law & Order: Special Victims Unit (2005), afl. "Alien"
- The Voice (2011), seizoen 1; team Christina Aguilera
- Liv and Maddie (2014-2015), 2 afl.
- Empire (2015-2016)

## Discografie
- Diary (2012) (single)
- Empire Cast - Empire: Season 2 Volume 1 (2015) (gastzang)
- Empire Cast - Empire: Season 2 Volume 2 (2016) (gastzang)

- Library of Congress Control Number: no2011135723
- MusicBrainz: 0a7c01c2-391e-422c-8c29-555beecf3be1
- Virtual International Authority File: 181764496
- WorldCat: E39PBJxhkvTqrQgcVKc3q7kRrq